# Mosè Navarra
Mosè Navarra (Loano, 18 luglio 1974) è un ex tennista e allenatore di tennis italiano.

## Carriera da giocatore
Muove i primi passi tra i professionisti nel 1991 in tornei delle ATP Challenger Series senza risultati di rilievo, alterna quindi le presenze nei Challenger a quelle nei tornei Satellite, circuito nel quale vincerà tre titoli in doppio e due in singolare. Il primo titolo Challenger arriva nel giugno 1996 al torneo di doppio di Weiden, in coppia con lo statunitense Jonathan Leach.
Subito dopo supera le qualificazioni al Torneo di Wimbledon 1996 e vince il primo match nel circuito maggiore superando al primo turno David Rikl. Emerge dall'anonimato dopo un'epica maratona vinta in cinque set al secondo turno contro il nº 12 del mondo Albert Costa. Al termine dell'incontro disse di "voler emulare McEnroe: arrivare in semifinale quest'anno e vincere il prossimo anno". John McEnroe, infatti, alla sua prima apparizione a Wimbledon era giunto in semifinale partendo dalle qualificazioni e l'anno dopo aveva vinto, avviando una carriera di grandi successi. Navarra cede al terzo turno a Jason Stoltenberg e si porta a ridosso della top 200 nel ranking mondiale. Era allora molto giovane e promettente, ma nel prosieguo della carriera non terrà fede alle attese. Nel periodo successivo torna a giocare nei Challenger senza grandi risultati.
Senza aver mai giocato alcun torneo ATP, entra di nuovo nel tabellone di uno Slam all'Open di Francia 1998 e perde al primo turno contro il nº 6 del mondo Evgenij Kafel'nikov al quarto set. Nel corso del 1998 vince i tornei Challenger di doppio a Magdeburgo e a Manchester. Inizia a ottenere discreti risultati nei Challenger anche in singolare e nel febbraio 1999 disputa e perde la prima finale di categoria a Lucknow contro Tuomas Ketola. A marzo vince il titolo al Singapore Challenger sconfiggendo in finale Alberto Martín per 6-2, 6-2. La classifica migliora, entra quindi nel tabellone all'Open di Francia 1999 ed esce di scena al secondo turno dopo aver eliminato il nº 42 del mondo Scott Draper, risultati con cui sale al 119º mondiale, che rimarrà il suo miglior ranking in carriera. Prende quindi parte ai suoi primi quattro tornei ATP e in tutti e quattro esce di scena al primo turno.
Anche nei Challenger non ritrova la forma e a giugno del 2000 scende alla 296ª posizione. Il mese successivo vince il Challenger del Manchester Trophy battendo in finale Martin Lee. Si ripete a fine anno vincendo il singolare al Milano Challenger. Nell'aprile 2001 fa il suo esordio nella squadra italiana di Coppa Davis in occasione della sfida vinta 3-2 contro la Finlandia, viene schierato in un singolare e nel doppio con Vincenzo Santopadre e li vince entrambi. A settembre prende parte anche allo spareggio di Davis perso 3-2 contro la Croazia per accedere al World Group, gioca solo il doppio con Giorgio Galimberti e, dopo aver vinto i primi due set contro Goran Ivanišević / Ivan Ljubičić, in vantaggio per 5-4 nel tie-break del terzo set commette due doppi falli consecutivi, e la coppia croata vince il match in rimonta.
L'ultimo risultato di rilievo della carriera è la vittoria nella Coppa Davis 2022 contro Timo Nieminen nel suo ultimo incontro in carriera nel prestigioso torneo, disputato quando gli avversari finlandesi si erano già assicurati il passaggio del turno dopo la sconfitta di Navarra / Galimberti in doppio. Trasferitosi in India con la moglie sposata nel 2001, disputa il suo ultimo incontro in singolare nel gennaio 2003 al Chennai Open e si ritira a soli 29 anni, alle prese con diversi problemi fisici e la difficoltà di conciliare gli impegni sul campo e la vita familiare.

## Carriera da allenatore
Tre mesi dopo il ritiro inizia la carriera di allenatore seguendo la coppia di doppisti Mahesh Bhupathi e Max Mirnyi, con i quali collabora per due anni. Nel 2005 torna in Italia e collabora per sei mesi nell'accademia di tennis di Bob Brett in Liguria. L'anno successivo, la Federazione tennistica indiana lo assume come direttore tecnico del settore giovanile, e rimane in India per altri due anni. Torna definitivamente in Italia nel 2008 e si trasferisce a Cordenons per fondare l'accademia tennistica all'EuroSporting,  centro tennistico di alto livello che dal 2004 ospitava il torneo Challenger degli Internazionali di Tennis del Friuli Venezia Giulia.
Tra il 2007 e il 2012 Navarra rientra nel circuito per giocare esclusivamente i tornei Challenger di doppio a Cordenons, raggiungendo due volte le semifinali. Dopo il ritorno in Italia assume anche l'incarico di tecnico federale per conto della Federazione Italiana Tennis, gli viene affidato il settore juniores e tra i tennisti che ha seguito vi sono stati Matteo Berrettini, Gianluigi Quinzi, Stefano Napolitano e Matteo Donati. Nel 2023 affianca Roberto Tarpani alla guida tecnica di Francesco Passaro.

## Vita privata
Navarra ha sposato nel febbraio 2001 la modella indiana Sheetal Mallar e si è trasferito a vivere in India dove, oltre agli impegni tennistici, ha fondato con la moglie un'azienda di import-export. La coppia ha divorziato dopo tre anni di matrimonio. Durante il soggiorno a Cordenons, Navarra ha interpretato alcuni fotoromanzi assieme al presidente del circolo tennistico EuroSporting.

## Statistiche

### Tornei Challenger

#### Singolare

##### Vittorie (3)
| N. | Data             | Torneo                          | Superficie    | Avversario in finale | Punteggio   |
| 1. | 7 marzo 1999     | Singapore Challenger, Singapore | Cemento       | Alberto Martín       | 6–2, 6–2    |
| 2. | 23 luglio 2000   | Manchester Trophy, Manchester   | Erba          | Martin Lee           | 6–4, 6–3    |
| 3. | 10 dicembre 2000 | Milano Challenger, Milano       | Sintetico (i) | Filippo Messori      | 6–3, 7–6(3) |

#### Doppio

##### Vittorie (3)
| N. | Data           | Torneo                           | Superficie    | Compagno            | Avversari in finale             | Punteggio     |
| 1. | 16 giugno 1996 | Weiden Challenger, Weiden        | Terra rossa   | Jonathan Leach      | Ģirts Dzelde Tomas Nydahl       | 7–6, 7–5      |
| 2. | 8 marzo 1998   | Magdeburg Challenger, Magdeburgo | Sintetico (i) | Eyal Erlich         | Marcos Ondruska Chris Wilkinson | 4–6, 6–1, 6–4 |
| 3. | 20 luglio 1998 | Manchester Trophy, Manchester    | Erba          | Stefano Pescosolido | Wayne Arthurs Bel Ellwood       | 6–1, 6–7, 7–6 |